# Стрижавка (селище)
Стрижавка — селище в Україні, у Вінницькому районі Вінницької області. Центр Стрижавської селищної громади. Населення — 12 508 (станом на 2021 рік). До селища можна дістатися автошляхом М21, який частково збігається із єврошляхом E583.
У селищі розташована Стрижавська виправна колонія (№81).

## Географія
Селище розташоване на мальовничому Подільському плато, на північний схід Вінницької області.
Через Стрижавку протікає річка Південний Буг, розділяючи її навпіл. Селище складається з п'яти частин — центру і прилеглих до нього Садибів, Грабів, Слободи Стрижавської, сіл Славного та Коло-Михайлівки.
Стрижавка знаходиться неподалік Вінниці, тому має приміське розташування і зазнає великого впливу в розвитку бізнесового середовища. Селище лежить на трасі Вінниця-Київ, яка згодом має стати міжнародним транс-європейським коридором № 5.

## Назва

### Назви Стрижавки
- вперше називалась Нижній Божській і так до 1224 року, згідно з тверджень М. Молчановського. Того ж року половці здійснили свій останній похід у Східне Поділля. Вони знищили і спалили дотла майже всі городища Поділля, в тому числі і поселення Нижній Божській;
- на його руїнах розпочалась відбудова нового поселення: з кінця першої половини XIV ст. це було Надбіжжя. Річку Буг слов'яни називали Богом, звідсіля й така назва: Надбожжя (Надбіжжя);
- з другої половини XV ст. — Стризовка;
- пізніше Стрижевка — від фортеці Дмитрія Стрижевського;
- на початку XVII ст (1604 р.) з'явилася географічна власна назва — Стрижавка.

### Версії появи назви «Стрижавка»
1. Колись у давнину оселився на березі річки Бог чоловік на ім'я Стриж, і від його імені пішла назва Стрижавка.
2. Колись начебто жила тут жорстока поміщиця, яка за найменшу провину стригла наголо чоловіків і жінок, ото й село її почали називати Стрижане.
3. Жив колись воєвода Дмитрій Стрижевський. Мав він 18 дітей — 12 синів і 6 дочок. Коли орди хана підійшли до села, воєвода разом із синами та прислугою засів у фортеці. Ворог послав парламентерів з пропозицією до обложених здатися в полон. Але мужні оборонці вирішили прийняти бій. Ворог штурмом узяв фортецю. На очах Стрижевського катували всіх дітей, а його самого повісили на жовтій плакучій вербі. З того часу на честь героїв Стрижевських село почало називатись Стрижевкою.
4. 1364 року розпочалось будівництво надбожської фортеці. Воно тривало близько чотирьох років. Після закінчення будівництва першим слов'янським воєводою-комендантом, або в ті часи старостою фортеці, став український поміщик Дмитрій Стрижевський.

## Населення

### Мова
Розподіл населення за рідною мовою за даними перепису 2001 року:
| Мова            | Кількість | Відсоток |
| --------------- | --------- | -------- |
| українська      | 8471      | 94.86%   |
| російська       | 302       | 3.38%    |
| білоруська      | 7         | 0.08%    |
| вірменська      | 5         | 0.06%    |
| румунська       | 4         | 0.04%    |
| польська        | 1         | 0.01%    |
| угорська        | 1         | 0.01%    |
| циганська       | 1         | 0.01%    |
| гагаузька       | 1         | 0.01%    |
| інші/не вказали | 137       | 1.54%    |
| Усього          | 8930      | 100%     |

## Пам'ятки

### Меморіал воїнам Османської армії 1881 року
Докладніше: Меморіал воїнам Османської армії 1881 року у Стрижавці
В 1877-78 роках під час чергової російсько-османської війни в полон до російської армії потрапили 115 984 турецьких воїнів, що на той час становило майже половину Османської армії. В 1877 році російська влада орендувала у Стрижавці палац для розміщення там шпиталю, де під наглядом лікували поранених та хворих полонених воїнів Османської імперії. Частина з них померла від ран та інших природних причин. Поруч із християнськими цвинтарями на ділянці поля з ініціативи графа Тадеуша Ґрохольського було засноване мусульманське кладовище, по периметру якого висадили хвойні дерева та викопали рів. Впродовж 1879-1881 рр. він повернув під контроль раніше відібраний російською владою родинний маєток у Стрижавці. Займаючись відновленням господарства і впорядкуванням території у Стрижавці граф вирішив вшанувати пам'ять 49 померлих у шпиталі воїнів Османської армії, облаштувавши меморіал на створеному для них мусульманському кладовищі. Задля цього він замовив у Стамбулі мармурову плиту із каліграфічним написом староосманською мовою, півмісяцем та п'ятипроменевою зіркою. Після окупації України російськими більшовицькими військами в 1920 році мусульманське кладовище було сплюндроване, а меморіал засипаний сміттям. В 2018 році - майже через століття - місцеві жителі віднайшли меморіальну плиту, а відомий вінницький блогер Вадим Постернак сфотографував її і опублікував світлини в соціальних мережах. Директор Дослідницького центру турецького і арабського світу доктор Мехмет Тютюнджю переклав зі староосманської текст з меморіалу і встановив, кому він був присвячений. 28 вересня 2023 року відбулося офіційне відкриття відреставрованого меморіалу за участі директора Музею Вінниці Олександра Федоришена, головного архітектора Вінниці Євгена Совінського, Генрика Ґрохольського (правнука графа Тадеуша Ґрохольського), селищного голови Стрижавки Михайла Демченка, голови Вінницької міської громади азербайджанців "Атеш" Теймура Абушова, старшого помічника військового аташе Посольства Республіки Азербайджан в Україні Ібрагіма Гусейнова, третього Секретаря Посольства Туреччини в Україні Гульшу Акай, представника військового аташе посольства Республіки Туреччина в Україні сержанта І-го класу Сердара Алтуна, координатора Турецької агенції співробітництва Ях'я Кемаль-Тунка, блогера Вадима Постернака. Цей османський меморіал є унікальним та єдиним (за винятком Криму), що зберігся на території України з ХІХ століття.

### Вервольф

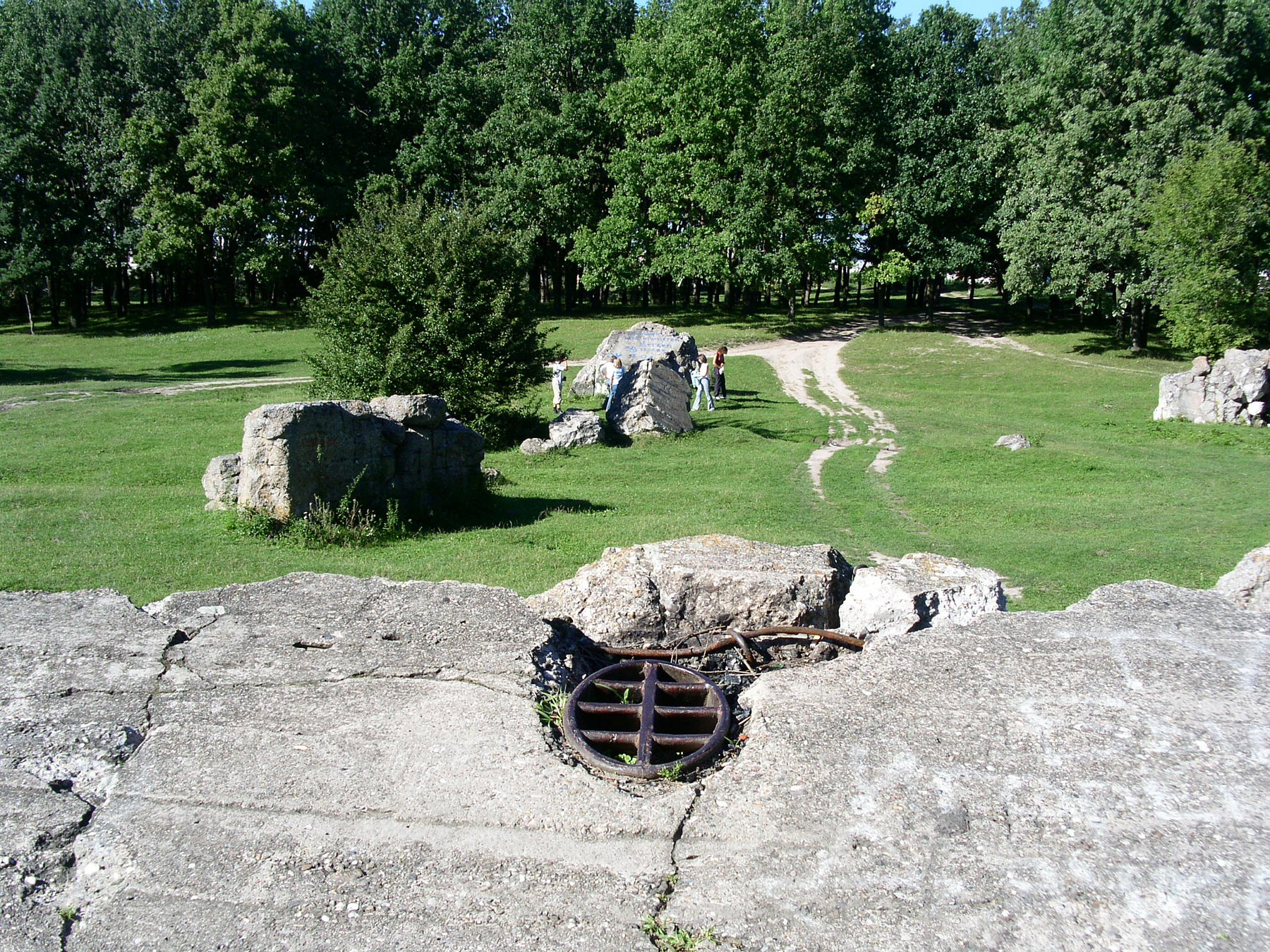
Сучасний стан Ставки — руїни з брил бетону. 2006 рік

У безпосередній близькості від селища розташовані руїни ставки Гітлера — Вервольф. Неподалік селища в лісі під час Другої світової війни Гітлер облаштував свою ставку «Вервольф» («перевертень», «вовкулака»), яка призначалася для керування військовими діями на Східному фронті, а також подальшими бойовими діями у напрямку Ірану та Індії.
«Вервольф» фактично був зменшеною копією головної ставки Гітлера «Вольфшанце» в Східній Прусії. Зовнішньо ставка мала досить непоказний вигляд. Наземну частину становила 81 будівля. Майже всі вони були побудовані з дерева з дерев'яними дахами.
Будівництво тривало з осені 1941 р. до кінця 1943 р. (перша черга була здана в експлуатацію у квітні 1942 р.). На об'єкті працювало понад 14 тисяч військовополонених (крім радянських полонених тут були поляки, чехи та норвежці). Також залучалися мешканці навколишніх сіл. Майже всіх їх нацисти знищили, щоб запобігти витоку інформації.
Але все ж таки влітку 1942 р. вінницький підпільний центр під керівництвом Ю. П. Левченка отримав інформацію про те, що з 1941 р. німецька будівельна фірма «Тодт» веде підземні роботи у лісі коло Стрижавки: вирили котловани, будують конструкції із залізобетону, потім все засипають піском, прикривають ґрунтом і маскують спеціально пересадженими деревами. Навколо розміщені пости ППО. Крім того, надійшли відомості про висилку німцями значної частини місцевого населення в інші села. Таким чином, вже у 1942 р. радянське командування знало про існування ставки під Вінницею.
Всього Гітлер відвідав ставку щонайменше 3 рази. Найбільш тривалий час він тут перебував із 16 липня по 31 жовтня 1942 р. Пізніше «Вервольф» як ставку використовував командувач групи військ «Південь» фельдмаршал Еріх фон Манштайн. У грудні 1943 р. було прийнято рішення про знищення об'єкта. В березні 1944 р, напередодні німецького відступу, ставку висадили у повітря.
Ставка «Вервольф» і досі залишається малодослідженим об'єктом. А в селищі Стрижавка після війни було відкрито Меморіал пам'яті жертвам фашизму.

### Пам'ятки природи
- На північний схід від Стрижавки розташований Буго-Деснянський заказник.

Природоохоронна площа становить 1073 га. У тому числі під лісом — 446 га, водних угідь — 40 га. У заказнику водяться — сарна європейська, свиня дика, куниця лісова, лисиця звичайна, бобри річкові, видри, черепахи болотяні, колонія сірої чаплі.
- Ботанічний заказник місцевого значення «П'ятничанський»

Природоохоронна площа ботанічного заказника становить 6,6 га. Ділянка дуба та липи віком понад 220 років, окремі екземпляри дуба сягають до 35 метрів в висоту.
- Ботанічний заказник місцевого значення «Стрижавські орхідеї»

Розташована у смт Стрижавка, заплаві лівого берега річки Південний Буг. Природоохоронна площа становить 4,3 га. Рідкісний в області вид орхідей — пальчатокорінник м'ясочервоний.
- Ботанічний заказник місцевого значення «Михайлівська бучина»

Природоохоронна площа ботанічної пам'ятки становить 0,1га. Лісонасадження бука європейського та дуба черешчатого.
- Заповідне урочище «П'ятничанське»

Природоохоронна площа заповідного урочища становить 6,6 га.
- Ботанічна пам'ятка природи місцевого значення «Бук європейський»

Природоохоронна площа ботанічної пам'ятки становить 0,3 га. Лісонасадження бука європейського та дуба черешчатого, граба звичайного, явора та клена.
- Ботанічна пам'ятка природи місцевого значення Кабачок

Природоохоронна площа пам'ятки становить 4,0 га. Лісонасадження дубів по 190 років, ялина європейська та явір.
- Ботанічна пам'ятка природи місцевого значення «Круглиця»

Природоохоронна площа пам'ятки становить 2,2 га. Ділянка цінного дубово– липового насадження віком понад 220 років.
- Ботанічна пам'ятка природи місцевого значення «Маленька біданка»

Природоохоронна площа ботанічної пам'ятки становить 1,5 га. Лісові екзотичні породи : — псевдотсуга — сосна австрійська або чорна — оксамит амурський — бук лісовий — горіх чорний.
- Підземні озера Стрижавки

За підрахунками науковців, під Стрижавкою і Вінницею та навколишніми населеними пунктами знаходиться більше п'ятдесяти озер різного розміру і глибини, вони залягають на глибині від 100—200 і до 500—600 м, а в деяких місцях до 1 км. В цих озерах цілюща прісна вода.

## Символіка
Стрижавка використовувала як неофіційний символ селища: срібний хрест — символ християнства; синій щит символізує захист, фортецю; серпанковий молодий місяць нагадує першу літеру «С» у слові Стрижавка; сонце з кругом малиновим, як козацький стяг, та 12 золотистими променями, що символізують 12 апостолів.
Символіка селища і громади затверджена 19 липня 2021 року рішенням №3  18 сесії селищної ради. Автор проєктів — А. Гречило.
Герб Стрижавки і Стрижавської територіальної громади: у червоному полі золота зубчаста стіна з рустованою брамою, в якій зачинені срібні ворота, над стіною праворуч — срібна стріла вістрям вгору з горизонтальною перемичкою та роздвоєною основою, ліворуч — срібний лапчастий хрест із накладеним щитком, у синьому полі якого срібний півмісяць, ріжками ліворуч.
Прапор Стрижавки та Стрижавської  ТГ: це квадратне полотнище,  розділене горизонтально посередині зубчастим діленням на верхню червону та нижню жовту смуги, на червоній смузі — біла стріла вістрям вгору з горизонтальною перемичкою та роздвоєною основою, біля неї — білий лапчастий хрест із накладеним щитком, у синьому полі якого білий півмісяць, повернутий ріжками до вільного краю.

## Сьогодення
У Стрижавці дві загальноосвітні школи, два дитячих садочки, дві бібліотеки, музична та спортивна школи, лікарня, будинок відпочинку «Кемпінг». Економічну стабільність створюють потужні, екологічно чисті підприємства — гранітний кар'єр, асфальтні заводи, фірма «Віалан», яка спеціалізується на випуску мінеральної води та газованих прохолодних напоїв, автобаза «Турист», агрофірма «Батьківщина», мале приватне підприємство виробнича фірма «Панда», спільне українсько-австрійське підприємство «Поділля-ОБСТ».
- Розташована виробнича площадка з виготовлення цукерок ПАТ «Вінницької кондитерської фабрики»

Розвинена і функціонує велика мережа торговельних закладів та побутового обслуговування. Окрасою селища незабаром стане торговельний комплекс «Київська Русь», молодіжний центр, банно-пральний комбінат.
У Стрижавці є дві православні церкви, третя — Успіння Пресвятої Богородиці, яка слугувала в давні часи і як фортеця, сьогодні піднімається з руїн. З 1669 року і до цього часу зберігся католицький костел.

## Відомі особистості

### Народилися
- Бондарчук Веніамін (* 2003) — військовик Збройних сил України, учасник російсько-української війни. Учасник Ігор Нескорених-2023.
- Івницький Михайло Борисович (1926—1996) — український художник театру.
- Карплюк Володимир Андрійович — міський голова Ірпеня 2014-2018 років, лідер політичної партії «Нові Обличчя» та голова Інвестиційної ради Ірпеня.
- Обертій Микола Григорович (1972—2022) — штаб-сержант Збройних Сил України, учасник російсько-української війни, що загинув у ході російського вторгнення в Україну в 2022 році.
- Островська Олександра Петрівна (1911—1969) — Герой Соціалістичної Праці.

### Проживають
- Крівіцин Руслан Михайлович — сержант Збройних сил України, учасник російсько-української війни.

### Поховані
- Рябоконь Ігор Анатолійович (01.01.1972 - 20.07.2017) - солдат 72 ОМБр, учасник російсько-української війни